# White trash

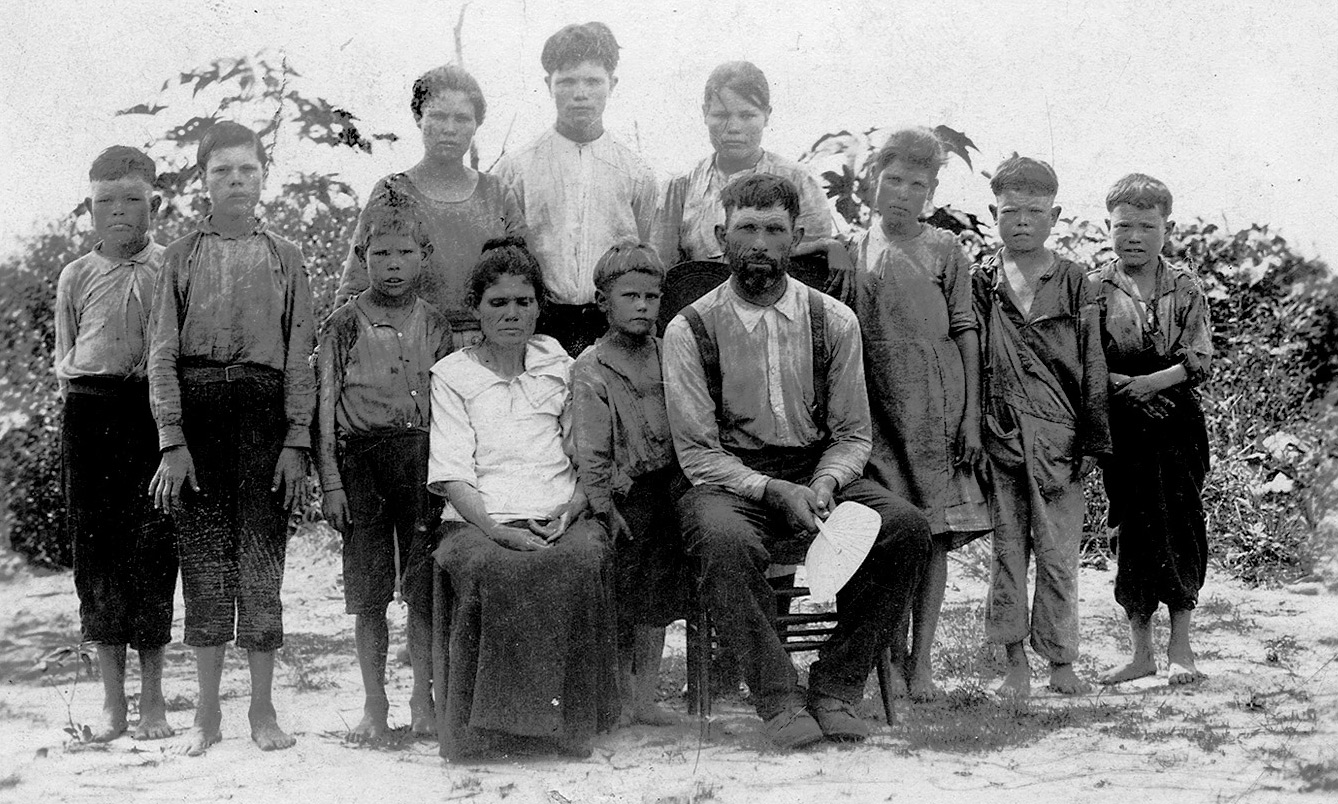
Esta família branca pobre do Alabama foi apresentada em 1913 como "celebridade" porque escapou aos efeitos debilitantes da ancilostomíase, que, junto com a pelagra, era endêmica entre os brancos pobres do Sul, em razão da falta de saneamento e do hábito de "comer terra" (geofagia).

White trash (traduzido literalmente: 'lixo branco') é um termo depreciativo, usado nos Estados Unidos, para designar pessoas brancas de baixa classe social eespecialmente das áreas rurais do país.
O termo "lixo branco" surgiu na década de 1830 e era usado por aristocratas brancos e escravos negros para se referir  aos trabalhadores brancos das plantações do Sul ou aos pequenos agricultores brancos. Em 1855, o termo havia passado ao uso comum entre os brancos de classe alta e os sulistas em geral. Na virada do século XIX para o século XX, os brancos de origem europeia eram cerca de 90% da população dos EUA mas, na   Virgínia Ocidental, em Kentucky, Indiana, Ohio e outros 35 estados americanos, chegavam a representar quase 100%.

## One-drop rule
Alguns homens brancos aristocratas tinham relações sexuais com escravas negras ou com mulheres de outros grupos étnicos como os indígenas e os filhos mestiços aceitos como legítimos, já os brancos da classe operaria e agricultores que eram descendentes de camponeses pobres da Europa, viviam em comunidades isoladas, só se casavam entre si, e viviam em conflitos com outros grupos étnicos (antagonismo racial) mesmo antes da Guerra Civil Americana (1860–1865). O resultado disso, foi que enquanto algumas famílias aristocratas respeitáveis tinham alguma pequena herança genética africana ou indígena, os brancos da classe trabalhadora não tinham outra ancestralidade a não ser a europeia. Quando o One-drop rule  (A regra da gota de sangue única) surgiu no século XIX, famílias respeitáveis de classe alta foram proibidos de se casar com pessoas de sangue puro europeu e proibidos de frequentar o mesmo espaço que os brancos. Pessoas com 1/32 (3,125%), 1/64 (1,56%), 1/128 (0,78%) ou até mesmo 1/256 (0,39%) e 1/512 (0,19%) de ancestralidade africana há várias gerações eram consideradas negras ou pelo menos mestiças. Foi nessa época que o termo "lixo branco" se popularizou mais ainda para atingir a classe trabalhadora branca, os Full-blood Whites (brancos puros). Paralelamente à Reconstrução, no final do século XIX, os estados do sul agiram para impor a segregação racial por lei e restringir as liberdades dos negros, especificamente aprovando leis para excluí-los da política e do voto. De 1890 a 1908, todos os antigos estados confederados aprovaram essas leis, e a maioria manteve a privação de direitos, mesmo depois da aprovação das leis federais de direitos civis na década de 1960.
Na convenção constitucional da Carolina do Sul, em 1895, foi proposta uma lei contra a miscigenação, bem como mudanças que privariam os negros de seus direitos. Os delegados debateram uma proposta de "regra de uma gota" para incluí-la nessas leis. Em oposição a isso, o delegado  George D. Tillman disse:
"Se a lei for aprovada tal como está agora, famílias respeitáveis em Aiken, Barnwell, Colleton e Orangeburg não terão o direito de se casar com pessoas com as quais estão associadas e identificadas. Pelo menos cem famílias seriam afetadas, pelo que sei. Elas enviaram bons soldados para o Exército Confederado, e agora são proprietárias de terras e pagam impostos. Esses homens serviram dignamente, e seria injusto e degradante envergonhá-los dessa forma.É um fato científico que não há um único caucasiano de sangue puro no plenário desta convenção. Cada membro tem em si uma certa mistura de ... sangue de cor. O branco de sangue puro precisou e recebeu uma certa infusão de sangue mais escuro para lhe dar prontidão e propósito. Seria uma injustiça cruel e a fonte de litígios intermináveis, de escândalo, horror, rixa e derramamento de sangue, se fosse decidido anular ou proibir o casamento por causa de um vestígio remoto, talvez obsoleto, de sangue negro. As portas estariam abertas para o escândalo, a malícia e a ganância; para declarações no banco das testemunhas de que o pai, o avô ou a avó haviam dito que A ou B tinha sangue negro em suas veias. Qualquer homem que seja meio homem estaria disposto a explodir meio mundo com dinamite para evitar ou vingar ataques à honra de sua mãe, à legitimidade ou à pureza do sangue de seu pai." 
A "regra de uma gota" só foi formalmente codificada como lei no século XX, a partir de 1910, no Tennessee, até 1930, na Virgínia, como uma das "leis de integridade racial", sendo que, nesse período,  leis semelhantes foram promulgadas em vários outros estados.